# كيفن داكويرث
كيفن داكويرث (بالإنجليزية: Kevin Duckworth)‏ مواليد 1 أبريل 1964 في هارفي - الوفاة 25 أغسطس 2008، كان لاعب كرة سلة أمريكي بدأ مسيرته الاحترافية في سنة 1986. تم اختياره من قبل فريق سان أنطونيو سبرز خلال الدرافت. بلغ طوله 7 قدم 0 بوصة (2.1 م). اعتزل اللعب في 1997.

## المسيرة الاحترافية
لعب مع سان أنطونيو سبرز في سنة 1986، ثم لعب مع بورتلاند ترايل بلايزرز من سنة 1986 إلى 1993، ثم لعب مع واشنطن ويزاردز من سنة 1993 إلى 1995، ثم لعب مع ميلووكي باكز في موسم 1995–1996، ثم لعب مع لوس أنجلوس كليبرز في موسم 1996–1997.

## روابط خارجية
- كيفن داكويرث على موقع إن بي أي (الإنجليزية)
- كيفن داكويرث على موقع سبورتس رفرنس (الإنجليزية)
- كيفن داكويرث على موقع كلية كرة السلة في سبورتس رفرنس.كوم (الإنجليزية)
- كيفن داكويرث على موقع ريلجم (الإنجليزية)
- كيفن داكويرث على موقع بروبوليرز (الإنجليزية)